# Hermannia rautanenii
Hermannia rautanenii là một loài thực vật có hoa trong họ Cẩm quỳ. Loài này được Schinz ex Schumann mô tả khoa học đầu tiên.